# Az írógép
Az írógép (eredeti cím: Typewriter) indiai horror-dráma web-televíziós sorozat, amelyet Sujoy Ghosh rendezett. A főszerepekben Purab Kohli, Palomi Ghosh, Jisshu Sengupta és Sameer Kochhar látható. A sorozat Goában játszódik, és egy kísértetjárta ház és egy könyv körül forog, amely magával ragadja egy csapat leendő szellemvadász fantáziáját.
A sorozat bemutatója 2019. július 19-én volt a Netflixen. A sorozatot 2018 novemberében jelentették be.

## Cselekmény
A történet egy csapat gyereket követ: Sameerát (Sharma), Satyajit (Gandhi) és Devrajt (Kamble), akik a goai Bardezben élnek. A kíváncsi barátok szellemklubot alapítanak, és úgy döntenek, első küldetésükként egy szellemet kutatnak fel a szomszédságukban lévő régi kísértetjárta villában. Kíváncsiságuk egy régi történetből ered, amely egy öregembert érint, aki meghalt a The Ghost of Sultanpore című regényben. Mielőtt azonban a gyerekek felfedezhetnék a szellemet, egy új család költözik be a villába, és a legenda ijesztő intenzitással újra feléled. 
A történet a címben szereplő írógép rejtélye körül forog, amely úgy tűnik, haragot táplál azok ellen, akik megpróbálják eltávolítani a kastélyból. A helyzet tovább bonyolódik a múltbéli lakók elmesélésével, amelyben történet évtizedek között urál. 
A hirtelen halálesetek, Sultanpore múltja és a természetellenes erők is a websorozat történetének szálai.

## Szereplők és karakterek

### Főszereplők
- Palomi Ghosh – Jenny Fernandes, Nick és Anya édesanyja.
- Purab Kohli – Ravi Anand felügyelő.
- Jisshu Sengupta – Amit Roy, egy matematika tanár, aki Fakeer fiának, Roy-nak adja ki magát.
- Sameer Kochhar – Peter Fernandes, Jenny férje.
- Aarna Sharma – Sameera "Sam" Anand, Anand felügyelő lánya és a szellemklub vezetője.
- Aaryansh Malviya – Nikhil, más néven Nick, a szellemklub tagja.
- Palash Kamble – Devraj "Bunty" Banerjee, a szellemklub tagja.
- Mikhail Gandhi – Satyajit "Gablu" Tandon, a szellemklub tagja.
- Sara Gesawat – Anya Fernandes, Jenny lánya és hegedűművész.

### Mellékszereplők
- K C Shankar – Selwyn
- Bijou Thaangjam – Sushant felügyelő
- Aliraza Namdar – Mason atya
- Harish Khanna – Mózes
- Rinki Singhavi – Mira felügyelő
- Sonali Sachdev – Charu, Fakeer anyja, aki aranormális erőkkel rendelkezik.
- Abhishek Banerjee – Fakeer, Charu fia, aki paranormális erőket örökölt az anyjától.
- Sumit Singh – Mr. Tandon, Gablu apja.
- Kiran Ahuja – Mrs. Tandon, Gablu anyja.
- Palash Dutta – Mr. Banerjee, Bunty apja.
- Debonita – Mrs. Banerjee, Bunty édesanyja
- Rammakant Daayama – Dr. Spirit, egy csaló, aki azt állítja, hogy szellemeket és kísérteteket képes idézni.

### Vendégszereplők
- Kanwaljit Singh – Madhav Matthew, a szellemtörténetek írója. Gyanús körülmények között halt meg.
- Elli Avram – Anita
- Meenacshi Martins – Maria Lopes, a szobalány.
- Masood Akhtar – James Almeida, Madhav Matthew volt kertésze, a Goodhead bár tulajdonosa.
- Boloram Das – Harish (peon)
- Tulsi Das – Vacso Lopes
- Shruthy Menon – Carol, Jenny édesanyja, aki rejtélyes körülmények között halt meg.

## Epizódok
| #  | Cím                                                                          | Rendező     | Író                        | Premier                           |
| -- | ---------------------------------------------------------------------------- | ----------- | -------------------------- | --------------------------------- |
| 1. | Első fejezet: Négy gyerek és egy kutya (Chapter 1: Four Kids and a Dog)      | Sujoy Ghosh | Sujoy Ghosh és Suresh Nair | 2019. július 19. 2019. július 19. |
| 2. | Második fejezet: A sulicsengő hadművelet (Chapter 2: Operation School Bell)  | Sujoy Ghosh | Sujoy Ghosh és Suresh Nair | 2019. július 19. 2019. július 19. |
| 3. | Harmadik fejezet: Sultanpur szelleme (Chapter 3: The Ghost of Sultanpore)    | Sujoy Ghosh | Sujoy Ghosh és Suresh Nair | 2019. július 19. 2019. július 19. |
| 4. | Negyedik fejezet: A fakír felemelkedése (Chapter 4: The Rise of the Fakeer)  | Sujoy Ghosh | Sujoy Ghosh és Suresh Nair | 2019. július 19. 2019. július 19. |
| 5. | Ötödik fejezet: A vérhold éjszakája (Chapter 5: The Night of the Blood Moon) | Sujoy Ghosh | Sujoy Ghosh és Suresh Nair | 2019. július 19. 2019. július 19. |

## Fordítás
- Ez a szócikk részben vagy egészben  a   Typewriter (TV series) című angol Wikipédia-szócikk fordításán alapul.  Az eredeti cikk szerkesztőit annak laptörténete sorolja fel. Ez a jelzés csupán a megfogalmazás eredetét és a szerzői jogokat jelzi, nem szolgál a cikkben szereplő információk forrásmegjelöléseként.